# 地磁気核磁気共鳴
地磁気核磁気共鳴（ちじきかくじききょうめい 英語: Earth's field NMR）または地磁気NMRは、地磁気を用いて分子の構造や運動状態などの性質を調べる核磁気共鳴（NMR）分析方法である。

## 概要
核磁気共鳴分光法では磁場強度が強いほど感度、分解能が高くなるため、超伝導磁石のような強力な磁石を使用することが一般的であった。しかし近年、高磁場NMR装置開発の研究は飽和しつつあり、他方で磁化を強める分極磁場印加法や動的核偏極法などの手法が考案され、加えて高感度のNMR信号検出器として超伝導量子干渉素子や光ポンピング磁力計が開発されたため、低磁場NMRが見直され、研究が進みつつある。
原理は地磁気の強度に比例したラーモア周波数から地磁気の強度を算出するプロトン磁力計と同じで、地磁気NMRは、均質な磁場である地磁気を用いるので、比較的大きな試料空間を確保することができるものの、低磁場では分極される磁化が微小であるために信号強度が弱くなり、低周波であるために検出感度が低いので地磁気下のNMR測定において高い感度を得るために、地磁気に対して約1000倍の分極磁場をNMR検出前に印加することで分極される磁化を増大させる。信号の読み取りには均質な地磁気を利用するため、分極磁場は均質である必要がない。そのため、分極コイルの製作が容易かつ小型化が可能である。
一例として、地質調査で地層の化学成分を調べるために探層用の核磁気共鳴分光計ではボーリング孔径によって磁石の大きさが制限されるため、磁場が均一な領域はボーリング孔の周囲のみに限定されるが、地磁気は均一性（∼1 nT/m）が優れており、弱い磁場強度（∼50 μT）に起因する低いラーモア周波数と弱い信号強度を克服できる、超伝導量子干渉計 (SQUID) や光ポンピング磁力計のような高感度な検出器が使用可能であれば、より広い範囲を調査できるようになる。地質調査の場合は人為的な磁場の影響の軽微な人家から離れた場所で分極磁場印加用に地表に展開された直径 100 m 前後のコイルが使用される。このコイルから約 2 kHz の振動磁場を印加して、地下数十mにある帯水層の水分子のプロトンの核スピンを回転させたうえで振動磁場を切り、地磁気下でラーモア歳差するプロトンから発する信号を受信する。高価で重たい希土類磁石が不要なので、持ち運びが容易かつ安価という特徴があり、砂漠での地下水探査法等として実用化されている。数百ガウスもの強磁場を使用する検層ゾンデの探査深度（コイルから感度領域の中心への距離）が数 cm～数十cmしかないのに対して、地磁気核磁気共鳴による物理探査の探査深度はおよそ 100 m もある。
縦緩和時間が分子運動により影響されるので一般的に液体物による緩和時間の差は高磁場内より低磁場内の方が顕著で、水のように相関時間の短い物質は、高磁場でのみ周波数依存性を持ち、相関時間の長い物質では、低磁場においても周波数依存性を持つ。この特性を活用して禁止薬物や爆発物等の化学物質の検出が検討されている。

## プロトン地磁気NMRの共鳴周波数
磁束密度 B の磁場下にスピン磁気モーメント m を置くと、mB だけのトルクが作用するため、プロトンの角運動量の大きさを L とすれば、歳差運動の角周波数（ラーモア周波数） ωp は ωp = (m/L)B = γp B で与えられる。
ここで、γp = (m/L) はプロトンの磁気回転比と呼ばれる物理定数であり、現在推奨されている数値は 0.2675221900(18)×109 s−1T−1である。
上式を歳差運動の角周波数のかわりに周波数 f = (ωp / 2π) を使って書きなおすと、f = (42.57747893(29) Hz/μT) B の形にできる。
地磁気の磁場強度は緯度に依存して変化するため、ラーモア周波数も同様に変化する。地磁気の磁場強度は赤道付近では 30 μT、極付近では 60 μT、中緯度ではおおよそ 50 μTであるから、対応してラーモア周波数は赤道付近では約 1.3 kHz、極付近では 2.5 kHz、中緯度ではおおよそ 2 kHzの可聴周波数帯域（AF）となる。電磁スペクトルの分類にしたがえば、この周波数はVLFおよびULFラジオ波バンドに位置し、地球物理学においては可聴周波数地磁気地電流（AMT）周波数とも呼ばれる。
プロトン地磁気NMRにおいて有用な水素核を含む分子の例としては、水、天然ガスや石油といった炭化水素、植物や動物に存在する炭水化物がある。

## 用途
- 地質調査
- セキュリティ検査[3]